# Serra del Molló
La Serra del Molló és una serra situada entre els municipis de Cornudella de Montsant i de Porrera a la comarca del Priorat, amb una elevació màxima de 915 metres.